# Diaethria pavira
Diaethria pavira är en fjärilsart som beskrevs av Achille Guenée 1872. Diaethria pavira ingår i släktet Diaethria och familjen praktfjärilar. Inga underarter finns listade i Catalogue of Life.